# Louis Siret
Louis Siret ou Luis Siret, né le 26 août 1860 à Saint Nicolas Waes (Belgique) et mort  le 7 juin 1934 à Las Herrerías (es) (province d'Almería, en Espagne), est un ingénieur, un archéologue, un préhistorien et un illustrateur scientifique belge, mais dont toute l'activité professionnelle et scientifique s'est déroulée dans le Sud-Est de l'Espagne.
Formé comme ingénieur à Louvain, il travaille en Espagne au sein de différentes sociétés, d'abord aux côtés de son frère Henri (1857-1933), puis seul (à partir de 1886). Parallèlement, il se consacre à des recherches archéologiques centrées sur la Préhistoire.

## Biographie

### Origines familiales et formation
Louis Siret est âgé de vingt-et-un ans lorsqu'il obtient le diplôme d'ingénieur des Arts et Manufactures, du Génie civil et des Mines des Écoles spéciales de Louvain, sortant premier de sa promotion. 

### Carrière d'ingénieur
Il rejoint aussitôt son frère Henri, ingénieur sorti des mêmes écoles, qui travaille depuis novembre 1878 dans le Sud-Est de l'Espagne, à Cuevas del Almanzora (Almería), d'abord dans les mines de galène argentifère de la Sierra Almagrera, puis dans le service d'approvisionnement en eau potable de la ville de Cuevas.
Henri quitte l'Espagne en 1886 pour rentrer en Belgique, tandis que Louis reste sur place. En 1900, il crée la Société minière d'Almagrera, dont il assure la direction jusqu'à sa mort.

### Premiers travaux archéologiques avec son frère Henri (1882-1886)
En plus de leur travail d'ingénieur, les deux frères se consacrent à des recherches dans le domaine de la Préhistoire. 
Installés à Cuevas del Almanzora jusqu'en 1883, puis à Parazuelos (près d'Águilas, province de Murcie), ils explorent les grottes des alentours ainsi que d'autres sites préhistoriques. De 1881 à 1886, avec l'aide de leur fouilleur, Pedro Flores, ils mettent au jour des milliers de sépultures contenant de nombreux objets, vases en terre cuite, parures de coquillages, et surtout armes et bijoux de cuivre, d'or et d'argent.

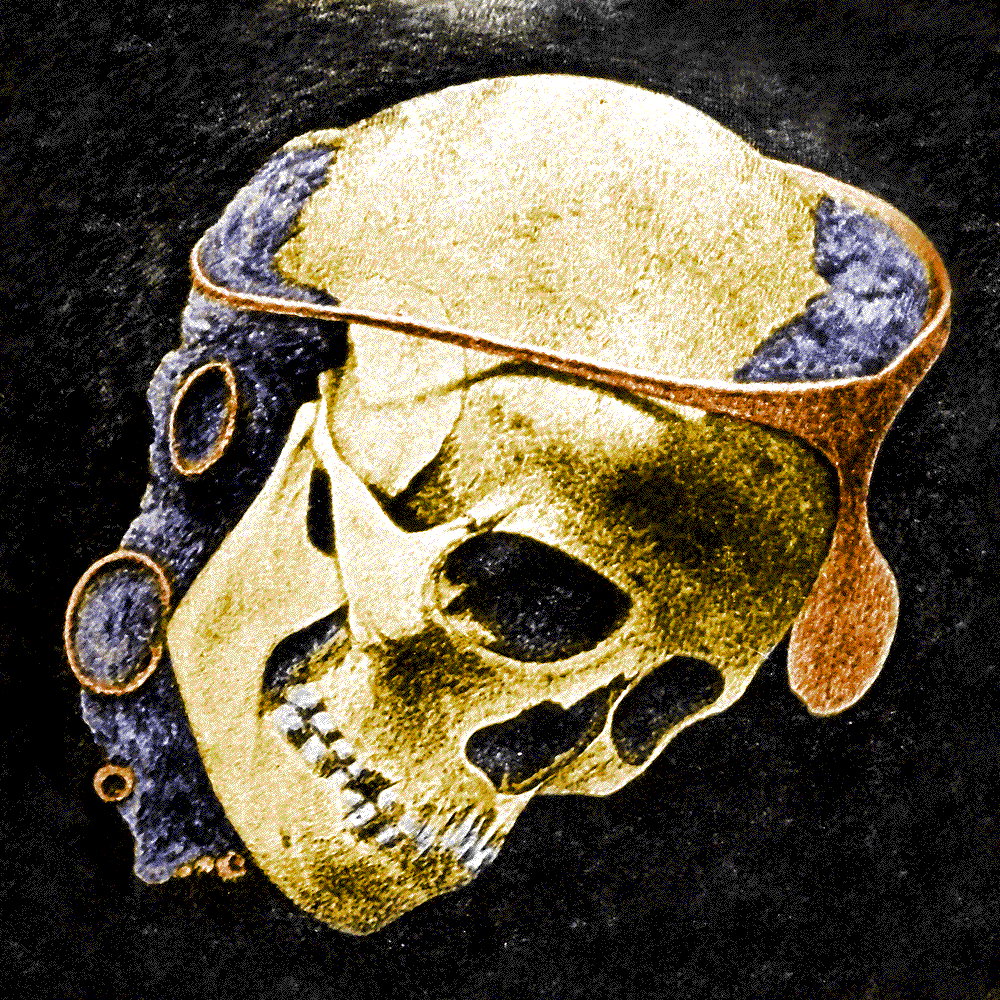
Crâne avec diadème en argent de la tombe 62, El Argar. Dessin de Louis Siret.

En 1887, Henri et Louis Siret publient à Anvers le résultat de leurs fouilles sous le titre : Les Premiers Âges du métal dans le Sud-Est de l'Espagne (en deux volumes, un volume de texte et un album de planches in folio), dans lequel les objets ont été magnifiquement[réf. nécessaire] dessinés, souvent en grandeur nature, par Louis ; figurent aussi les plans et vues des sites fouillés. L'ouvrage obtient en 1887 le prix Martorell et une médaille d'or à l'exposition universelle de Toulouse, et l'année suivante à celle de Barcelone. Une version en espagnol est publiée à Barcelone en 1890 : Las primeras edades del metal en el Sudeste de España.

### Travaux archéologiques ultérieurs (1886-1934)
Après le retour d'Henri en Belgique, Louis continue seul ses investigations archéologiques durant tout le reste de sa vie, qu'il passe à Las Herrerías (es) (Cuevas del Almanzora, province d'Almería), .

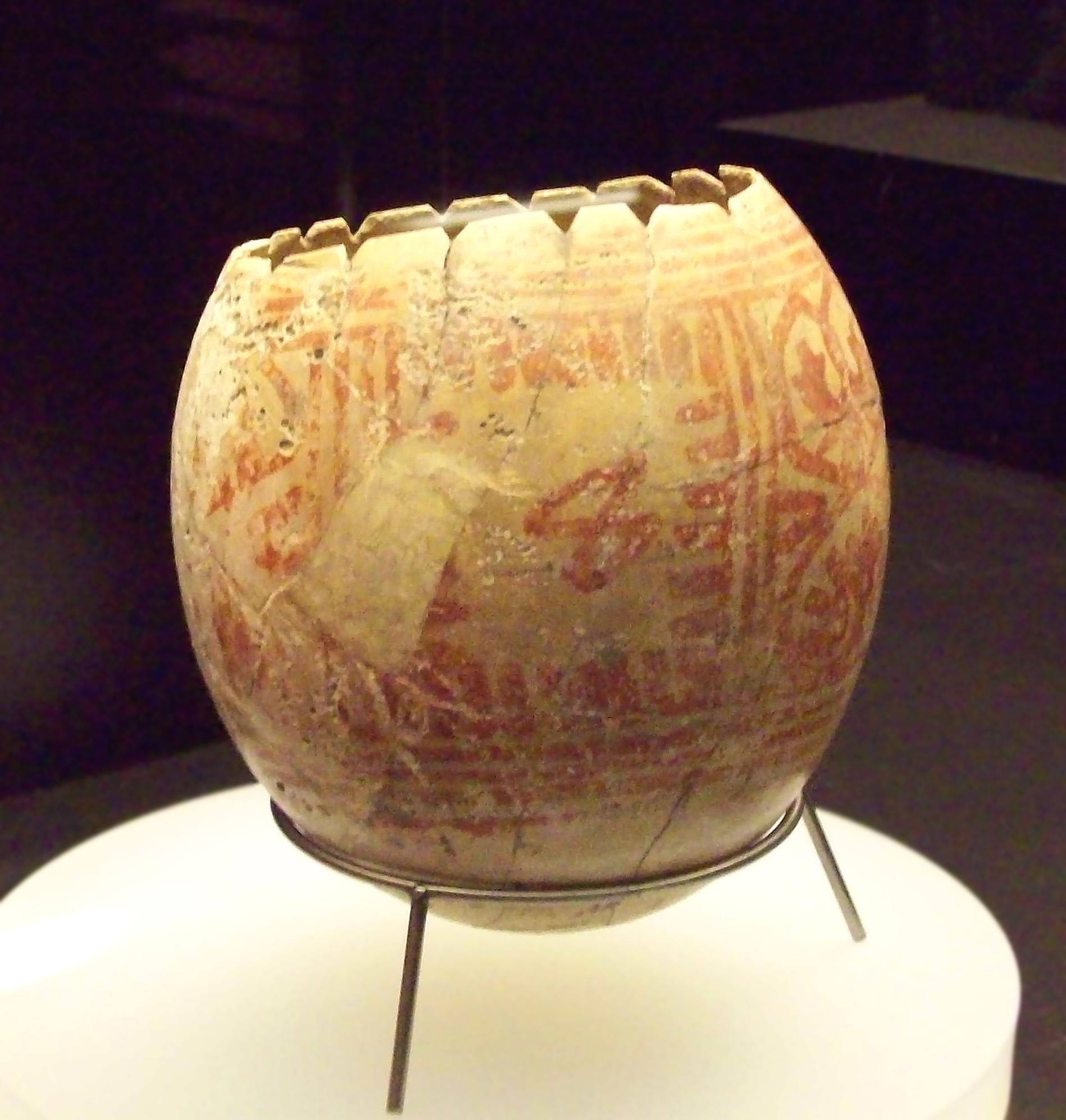
Œuf d'autruche punique trouvé par Louis Siret à, Cuevas del Almanzora (Musée archéologique national de Madrid)

Durant 50 ans, Louis Siret étudie de nombreux sites préhistoriques, du Paléolithique jusqu'aux colonisations carthaginoises et romaines. Les noms d'Almizaraque (es), Palacés, Cuartillas, El Argar, El Gárcel, El Oficio (es), Gatas (es), Ifre (es), Zapata, Fuente-Álamo, Lugarico Viejo (es), Fuente Bermeja, Cueva Perneras, Cueva de los Toyos, Cueva de la Zájara, Tres Cabezos, Campos, Parazuelos, La Gerundia (es), La Pernera, Villaricos (es), les dolmens de Gorafe ou l'impressionnant site fortifié néolithique de Los Millares, sont connus des archéologues européens. Plusieurs de ces sites ont fait l'objet de nouvelles fouilles avec les méthodes modernes de l'archéologie et continueront probablement de livrer de nouveaux enseignements.
Ses travaux sont présentés à l'Exposition universelle de Paris de 1889 et à l'Exposition Internationale de Barcelone de 1929.

### Mort et funérailles
Louis Siret est inhumé au cimetière d'Águilas (province de Murcie) aux côtés de son épouse Madeleine Siret, née Belpaire. 
Son frère Henri, né le 25 juillet 1857 à Namur, est mort le 22 octobre 1933 à Malaise (Belgique).

## Conservation des objets exhumés
Les objets exhumés par Siret se trouvent aujourd'hui au Musée archéologique provincial d'Almería et au Musée archéologique national de Madrid, ainsi que dans plusieurs collections importantes d'autres pays (Belgique, Angleterre, Allemagne, etc.).
Notamment, les Musées royaux d'Art et d'Histoire de Bruxelles comportent une salle Siret, entièrement consacrée à une collection d'objets de la culture d'El Argar, découverts entre 1880 et 1887.

## Publications
- [Siret et Siret 1888] Henri Siret et Louis Siret, Les Premiers Âges du métal dans le Sud-Est de l'Espagne (Extrait de la Revue des questions scientifiques, 1888), Anvers, impr. Polleunis, Ceuterice et Lefébure, 1888, 110 p. (lire en ligne [sur archive.org]).
- [1893] « L'Espagne préhistorique », Revue des questions scientifiques, t. 34 (t. 4, 2e série),‎ juillet 1893, p. 489-562 (lire en ligne [sur archive.org], consulté en avril 2025).